# 隆安 (东晋)
隆安（或作崇安；397年－401年）是東晋皇帝晋安帝司马德宗的第一个年号，由桓玄掌權。共计5年。
隆安在一些古籍中又写作“崇安”，这是为了避讳唐玄宗李隆基的名字而改称。
元兴元年三月复改隆安年号，随后又改大亨。

## 纪年
| 隆安 | 元年  | 二年  | 三年  | 四年  | 五年  | 六年  |
| ---- | ----- | ----- | ----- | ----- | ----- | ----- |
| 公元 | 397年 | 398年 | 399年 | 400年 | 401年 | 402年 |
| 干支 | 丁酉  | 戊戌  | 己亥  | 庚子  | 辛丑  | 壬寅  |

## 参看
- 中国年号索引
- 同期存在的其他政权年号
  - 皇初（394年五月－399年九月）：后秦政权姚兴年号
  - 弘始（399年九月－416年正月）：后秦政权姚兴年号
  - 永康（396年四月－398年四月）：后燕政权慕容宝年号
  - 建平（398年十月-十二月）：后燕政权慕容盛年号
  - 长乐（399年－401年七月）：后燕政权慕容盛年号
  - 光始（401年八月－406年）：后燕政权慕容熙年号
  - 建始（397年五月-七月）：慕容详年号
  - 延平（397年七月-十月）：慕容麟年号
  - 青龙（398年四月-七月）：兰汗年号
  - 太初（388年六月－400年七月）：西秦政权乞伏歸年号
  - 龙飞（396年六月－399年）：后凉政权吕光年号
  - 咸宁（399年十二月－401年正月）：后凉政权吕纂年号
  - 神鼎（401年二月－403年八月）：后凉政权吕隆年号
  - 太初（397年－399年）：南凉政权秃发乌孤年号
  - 建和（400年－402年三月）：南凉政权秃发利鹿孤年号
  - 建平（400年－405年十一月）：南燕政权慕容德年号
  - 庚子（400年十一月－404年）：西凉政权李暠年号
  - 神玺（397年五月－399年正月）：北凉政权段业年号
  - 天玺（399年二月－401年五月）：北凉政权段业年号
  - 永安（401年六月－412年十月）：北凉政权沮渠蒙逊年号
  - 皇始（396年七月－398年）：北魏政权拓跋珪年号
  - 天兴（398年十二月－404年十月）：北魏政权拓跋珪年号